# Werner Schlichting

Werner Schlichting Anfang der 1940er bei der Arbeit im Filmatelier

Werner Schlichting (* 27. Juni 1904 in Berlin; † 8. März 1996 in Oberalm) war ein deutscher Szenenbildner. Er gestaltete die Bauten in über 120 Filmen. Sein Schaffen umfasste einen Zeitraum von 48 Jahren, von der Zeit des Stummfilms bis Anfang der 1970er Jahre.

## Leben
Schlichting wurde als zweites von vier Kindern des Schneiders Paul Schlichting und seiner Frau Emma (geb. Berg)  geboren. Seine Ausbildung begann er im Krieg auf der Königlichen Porzellanmanufaktur, um Porzellanmaler zu werden. Diese wurde aber 1918 geschlossen. 1919 begann er seine Ausbildung zum Theaterdekorationsmaler bei Impekoven im Kunstgewerbehaus in Berlin-Wedding. 
1923 wirkte er als Bühnenmaler an verschiedenen Theatern und wurde mit seiner ersten Filmarbeit als Kunstmaler in Fritz Langs Stummfilm Die Nibelungen betraut. 1926 arbeitete er in Murnaus Film Faust schon als Hilfsarchitekt, daraufhin bekam er von der UFA einen festen Vertrag als Filmarchitekt. 1931 heiratete er Charlotte Fredersdorf, 1932 wurde sein Sohn Bernt geboren. Das Eheglück währte nicht allzu lange, schon ab 1935 lebte das Paar in Scheidung. 
Durch seine Erfolge wurde ihm von Goebbels der Vorsitz im Filmarchitektenverband der Reichskunstkammer angeboten. Mit der fadenscheinigen Begründung, er sei für diesen Posten doch zu jung und fühle sich dieser Verantwortung noch nicht gewachsen, lehnte er ab. Diese gefährliche Brüskierung des Regimes und die zunehmende Einflussnahme der Politik auf die UFA veranlassten ihn, seinen Wohnsitz nach Wien zu verlegen. Dort hatte er schon durch seine ersten Filme mit Karl Hartl 1933 und 1934 gute Kontakte. Nach Gründung der Wien-Film wurde er dann Chefarchitekt bei dieser Gesellschaft, der Karl Hartl als künstlerischer Direktor vorstand. Durch das dort herrschende gute Arbeitsklima wurde Wien zu seiner zweiten Heimat. Mit seiner inzwischen geschiedenen Frau Charlotte und Sohn Bernt, die weiterhin in Berlin lebten, bestand eine zeitweise Verbindung, die erst mit Kriegsende 1945 zur endgültigen Trennung von seiner Frau führte.
1948 nahm er die österreichische Staatsbürgerschaft an und heiratete 1950 Isabella Ploberger (geb. Hartl), Diplomarchitektin, Schülerin von Clemens Holzmeister und ebenfalls eine Filmarchitektin. Deren größter Film war 1940/44 Tiefland von Leni Riefenstahl. Isabella brachte aus erster Ehe zwei Kinder mit: Stephanie und Konstantin. Außer einer Atelierwohnung in Wien bauten beide sich ein Haus in Mariazell in der Steiermark. Das Ehepaar arbeitete von nun in den meisten Filmen erfolgreich als Team zusammen. So blieb wie in vielen Künstlerfamilien mit stets wechselnden Wirkungsstätten kaum Zeit für ein wirkliches Familienleben. 
Nach dem Krieg folgten Engagements auch für ausländische Produktionen. Er schuf die Filmbauten für den großen Anatol Litwak-Film mit Yul Brunner und Deborah Kerr The Journey, große Ausstattungsfilme für USA z. B. den King Brothers Sindbad, für den Regisseur Leopold Lindberg Vier im Jeep. Er baute in Rom Odissea, in der Schweiz für den italienischen Regisseur Commencini Heidi, mit Carmino Gallone Casta Diva und diverse Filme für The Walt Disney Company wie Johann Strauß, Beethoven, Wiener Sängerknaben, Lipizzaner. So hatte er mit vielen großen internationalen Regisseuren zusammengearbeitet. Zwischendurch schuf er auch Bühnenbilder für die Wiener Kammerspiele, das Theater in der Josefstadt, Volkstheater und Volksoper. 
1979 erhielt Schlichting das Silberne Ehrenzeichen für Verdienste um das Land Wien. Vor allem die Filme für The Walt Disney Company waren in den USA eine besonders gute Werbung für Österreich und Wien. 
Ende der 1960er Jahre verlegte das Ehepaar seinen Lebensmittelpunkt nach San Juan de Alicante in Spanien, in ein von ihnen im maurischen Stil erbauten Haus. Leider verschlechterte sich bei beiden im Lauf der Jahre die Sehkraft. Als die zunehmende Erblindung ein selbständiges Leben in der Fremde nicht mehr zuließ, kehrten beide 1990 nach Österreich zurück. Im Seniorenstift Schloss Kahlsperg in Oberalm bei Hallein verbrachten sie von Klosterschwestern betreut ihre letzten Jahre. 
Werner Schlichting starb im März 1996, seine Frau Isabel überlebte ihn um sechs Jahre.

## Filmografie
- 1922/24: Die Nibelungen (2 Teile / Assistent)
- 1926: Faust (Assistent)
- 1927: Luther
- 1928: Rutschbahn
- 1929: Großstadtschmetterling
- 1929: Wer wird denn weinen, wenn man auseinandergeht
- 1930: Das gestohlene Gesicht
- 1930: The Flame of Love
- 1931: Der falsche Ehemann
- 1931: Nie wieder Liebe
- 1931: Der kleine Seitensprung
- 1931: Emil und die Detektive
- 1931: Ronny
- 1932: Zwei Herzen und ein Schlag
- 1932: Das Lied einer Nacht (auch engl. Vers.: Tell Me Tonight und franz. Vers.: La chanson d'une nuit)
- 1932: Das schöne Abenteuer
- 1932: Wie sag’ ich’s meinem Mann?
- 1933: Ein Lied für Dich
- 1933: Tout pour l'amour
- 1933: Caprice de princesse
- 1933: Was wissen denn Männer
- 1933: Ihre Durchlaucht, die Verkäuferin
- 1934: Die Abschieds-Symphonie
- 1934: Mein Herz ruft nach dir (auch franz. Vers.: Mon cœur t'appelle)
- 1934: Rhapsodie. Ein musikalisches Intermezzo aus dem Leben Franz Liszts (Kurzfilm)
- 1934: Der ewige Traum (und franz. Vers.: Rêve éternel)
- 1934: So endete eine Liebe
- 1934: Ein Mann will nach Deutschland
- 1935: Viktoria
- 1935: Der Zigeunerbaron
- 1935: Casta diva
- 1935: Le Baron tzigane
- 1935: Künstlerliebe
- 1936: Die Leuchter des Kaisers
- 1936: Burgtheater
- 1936: Allotria
- 1936: Ritt in die Freiheit
- 1937: Kapriolen
- 1937: Serenade
- 1938: Der Blaufuchs
- 1938: Das Mädchen mit dem guten Ruf
- 1938: Gastspiel im Paradies
- 1938: Du und ich
- 1939: Bel Ami
- 1939: Ich bin Sebastian Ott
- 1939: Mutterliebe
- 1940: Der Postmeister
- 1940: Ein Leben lang
- 1940: Operette
- 1941: Dreimal Hochzeit
- 1942: Wiener Blut
- 1942: Schicksal
- 1942: Die heimliche Gräfin
- 1943: Die kluge Marianne
- 1943: Späte Liebe
- 1944: Schrammeln
- 1944: Am Vorabend
- 1944: Der gebieterische Ruf
- 1947: Am Ende der Welt
- 1947: Die Welt dreht sich verkehrt
- 1947: Triumph der Liebe
- 1948: Gottes Engel sind überall
- 1948: Der Prozeß
- 1949: Wiener Mädeln
- 1949: Geheimnisvolle Tiefe
- 1950: Entführung ins Glück (The Wonder Kid)
- 1950: Erzherzog Johanns große Liebe
- 1950: Prämien auf den Tod
- 1950: Schuß durchs Fenster
- 1951: Die Vier im Jeep
- 1951: So ein Theater! (Gangsterpremiere)
- 1951: Maria Theresia
- 1952: Der Obersteiger
- 1952: Heidi
- 1953: Zwiespalt des Herzens (Die Venus vom Tivoli)
- 1954: Feuerwerk
- 1954: Weg in die Vergangenheit
- 1954: Dieses Lied bleibt bei dir
- 1954: Der letzte Akt
- 1955: Mozart
- 1955: Drei Männer im Schnee
- 1955: Der Kongreß tanzt
- 1956: Kaiserjäger
- 1956: Kronprinz Rudolfs letzte Liebe
- 1956: Die liebe Familie
- 1956: Fuhrmann Henschel
- 1956: Das Liebesleben des schönen Franz
- 1957: Wie schön, daß es dich gibt
- 1957: Die Heilige und ihr Narr
- 1957: Wien, du Stadt meiner Träume
- 1957: Die unentschuldigte Stunde
- 1958: Der Priester und das Mädchen
- 1958: Die Reise (The Journey)
- 1959: Geliebte Bestie
- 1959: Jacqueline
- 1960: Der brave Soldat Schwejk
- 1960: Schicksals-Sinfonie (The Magnificent Rebel)
- 1961: Geheime Wege (The Secret Ways)
- 1961: Via Mala
- 1961: Ein Gruß aus Wien (Almost Angels)
- 1962: Anfrage (TV)
- 1962: Die Flucht der weißen Hengste (Miracle of the White Stallions)
- 1962: Kapitän Sindbad (Captain Sindbad)
- 1963: Das Haus in Montevideo
- 1963: Was soll werden, Harry? (TV)
- 1963: Emil und die Detektive (Emil and the Detectives)
- 1965: 3. November 1918
- 1965: Der Alpenkönig und der Menschenfeind
- 1966: Standgericht (TV)
- 1966: Ganovenehre
- 1966: Lange Beine – lange Finger
- 1966: Die Nibelungen, 1. Teil: Siegfried von Xanten
- 1967: Die Nibelungen, 2. Teil: Kriemhilds Rache
- 1967: Rheinsberg
- 1967: Herrliche Zeiten im Spessart
- 1968: Morgens um sieben ist die Welt noch in Ordnung
- 1969: Wenn süß das Mondlicht auf den Hügeln schläft
- 1971: Der Kapitän
- 1971: Good Luck, Les Humphries! (TV)